# Vernon (Normandië)
Vernon is een gemeente in het Franse departement Eure, in de regio Normandië. De plaats maakt deel uit van het arrondissement Évreux en ligt ongeveer midden tussen Parijs en Rouen aan de oever van de Seine. Vernon telde op 1 januari 2022 24.841 inwoners.
Vernon is bekend vanwege de productie van vliegtuig- en raketmotoren die er plaatsvindt bij de SNECMA groep.

## Geschiedenis
Vernon werd voor het eerste vermeld in de 11e eeuw. Het was een twistappel tussen de huizen Capet en Plantagenet. In 1196 werd het afgestaan aan Filips II van Frankrijk, maar in 1359 werd de stad terug Engels. In 1449 kwam de stad definitief in handen van de Fransen en Karel VII schonk haar aan zijn minnares Agnès Sorel.
In 1606 werd er een college gesticht in de stad. In de 18e eeuw werd de stadsmuur geslecht en de grachten die de stad omsloten gedempt. Hierbij werden de stenen van de muur als bouwmateriaal gebruikt.
In de 19e eeuw kende de stad een sterke groei. In 1843 werd het station op de lijn Parijs-Rouen geopend. En in de jaren 1860 vonden er een grote stadsontwikkeling plaats en maakte de middeleeuwse brug over de Seine plaats voor een nieuw exemplaar.
In 1940 werd de stad gebombardeerd door de Duitsers en in 1944 door de geallieerden waardoor de stad grote schade opliep. In 1946 werd het LRBA (Laboratoire de Recherches Balistiques et Aérodynamiques) geopend, het begin van de raketindustrie in Vernon.

## Geografie
De oppervlakte van Vernon bedroeg op 1 januari 2022 34,92 vierkante kilometer; de bevolkingsdichtheid was toen 711,4 inwoners per km². 
De onderstaande kaart toont de ligging van Vernon met de belangrijkste infrastructuur en aangrenzende gemeenten.

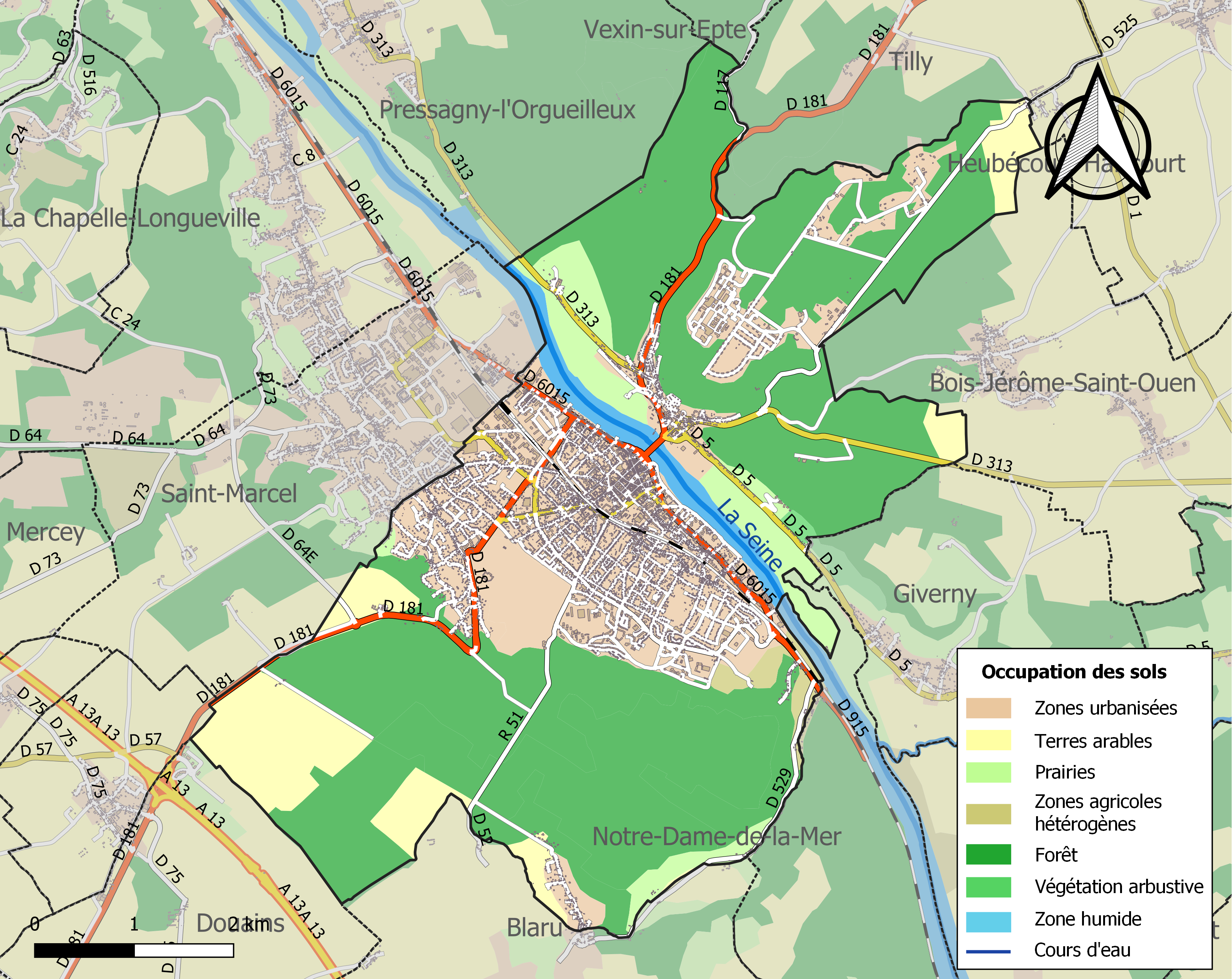

## Demografie
Onderstaande figuur toont het verloop van het inwonertal (bron: INSEE-tellingen).

## Geboren
- Philippe Montanier (1964), voetballer en voetbalcoach
- Tongo Doumbia (1988), Malinees voetballer
- Molla Wagué (1991), Malinees voetballer
- Diacko Fofana (1994), voetballer
- Ousmane Dembélé (1997), voetballer
- Baptiste Veistroffer (2000), wielrenner

## Galerij

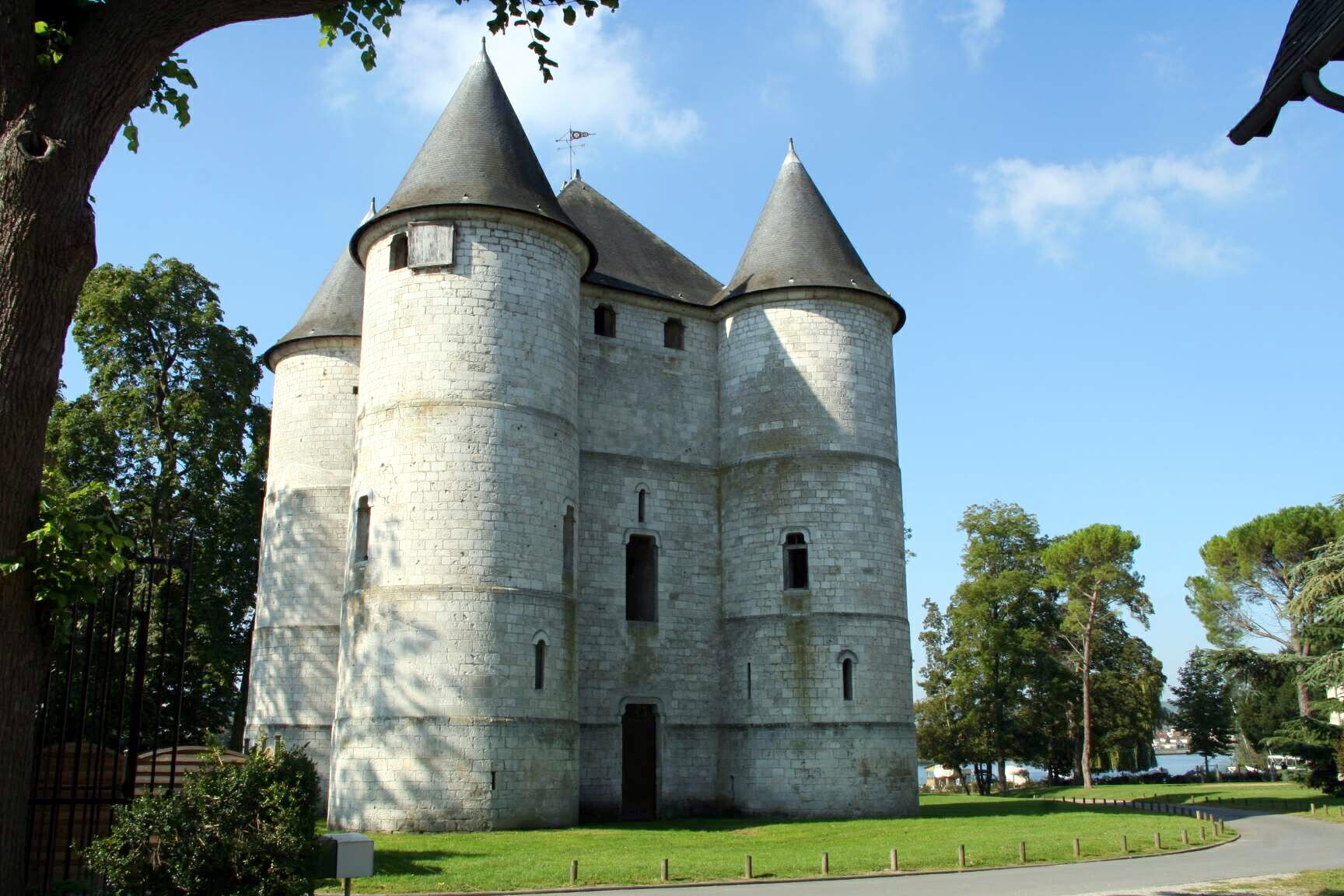
Château des Tourelles
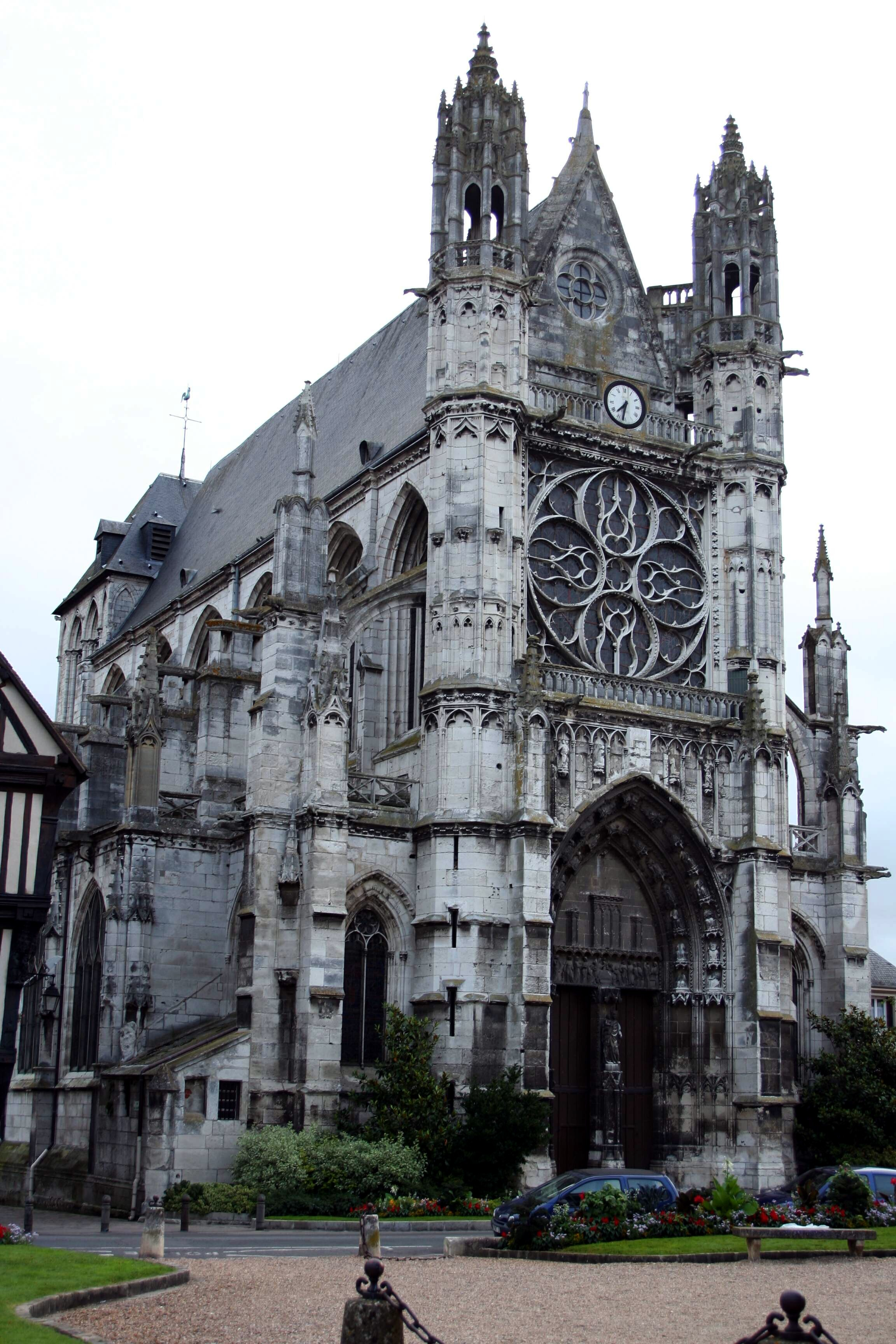
Collégiale Notre-Dame
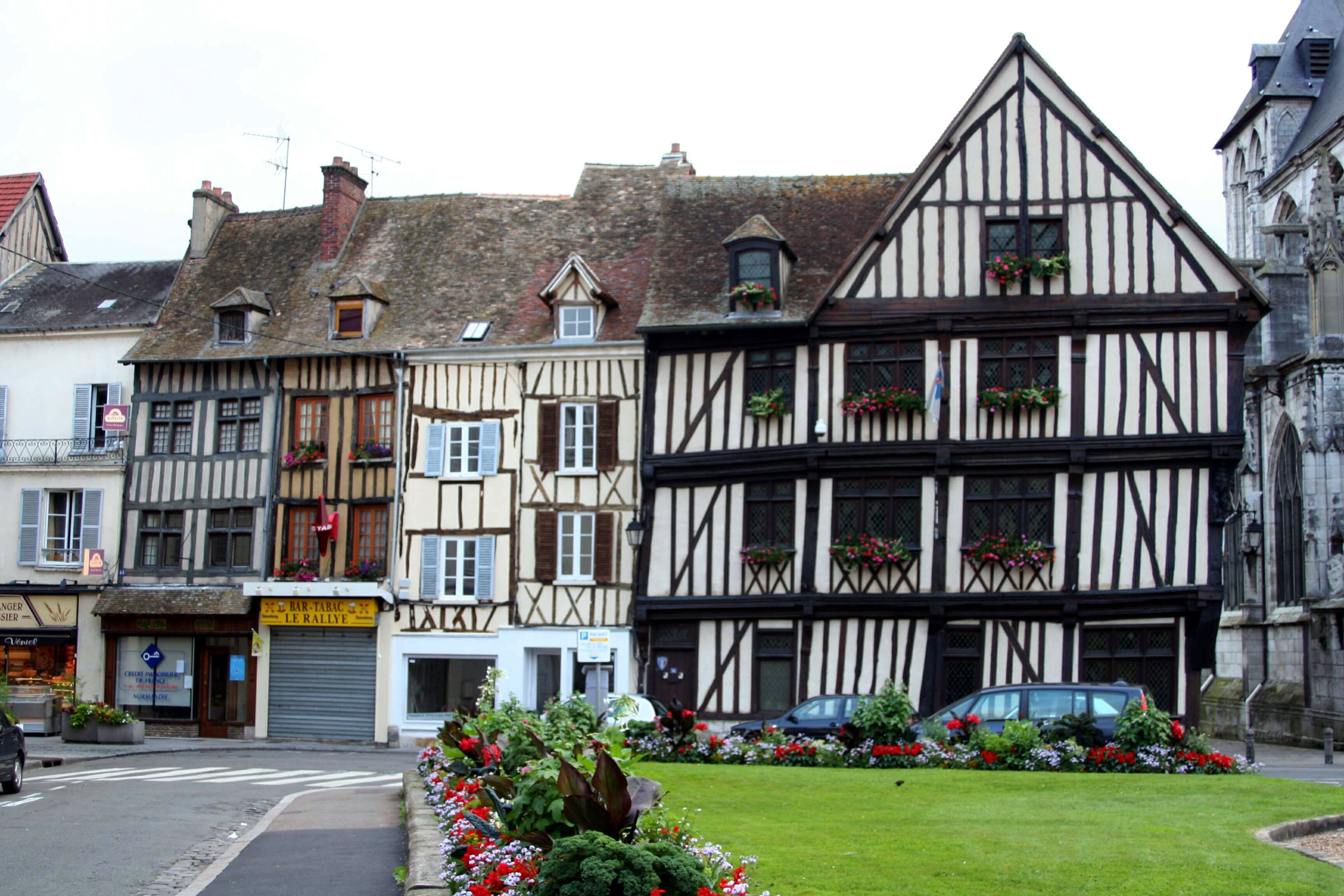
Place Barette
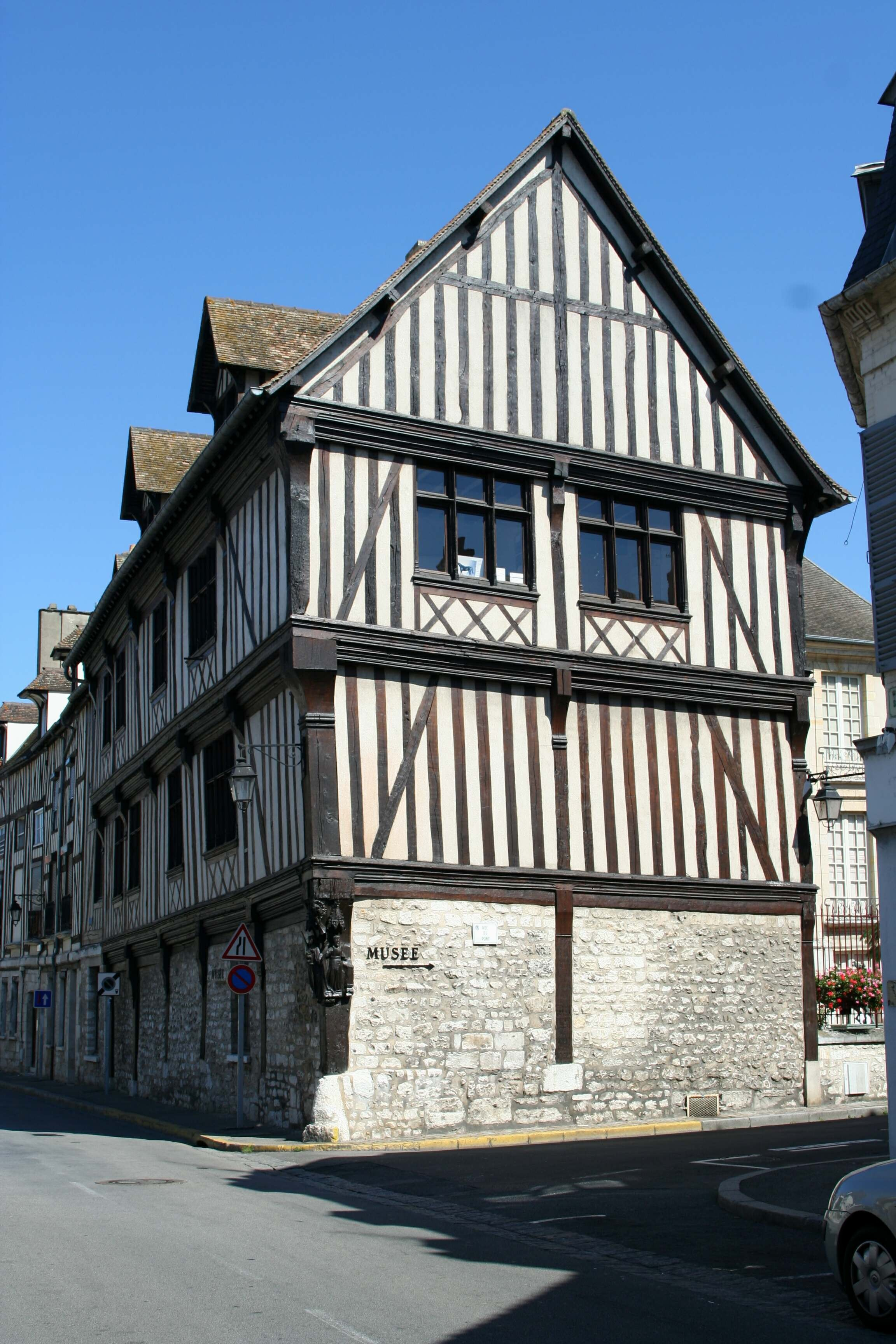
Musée Alphonse Georges Poulain
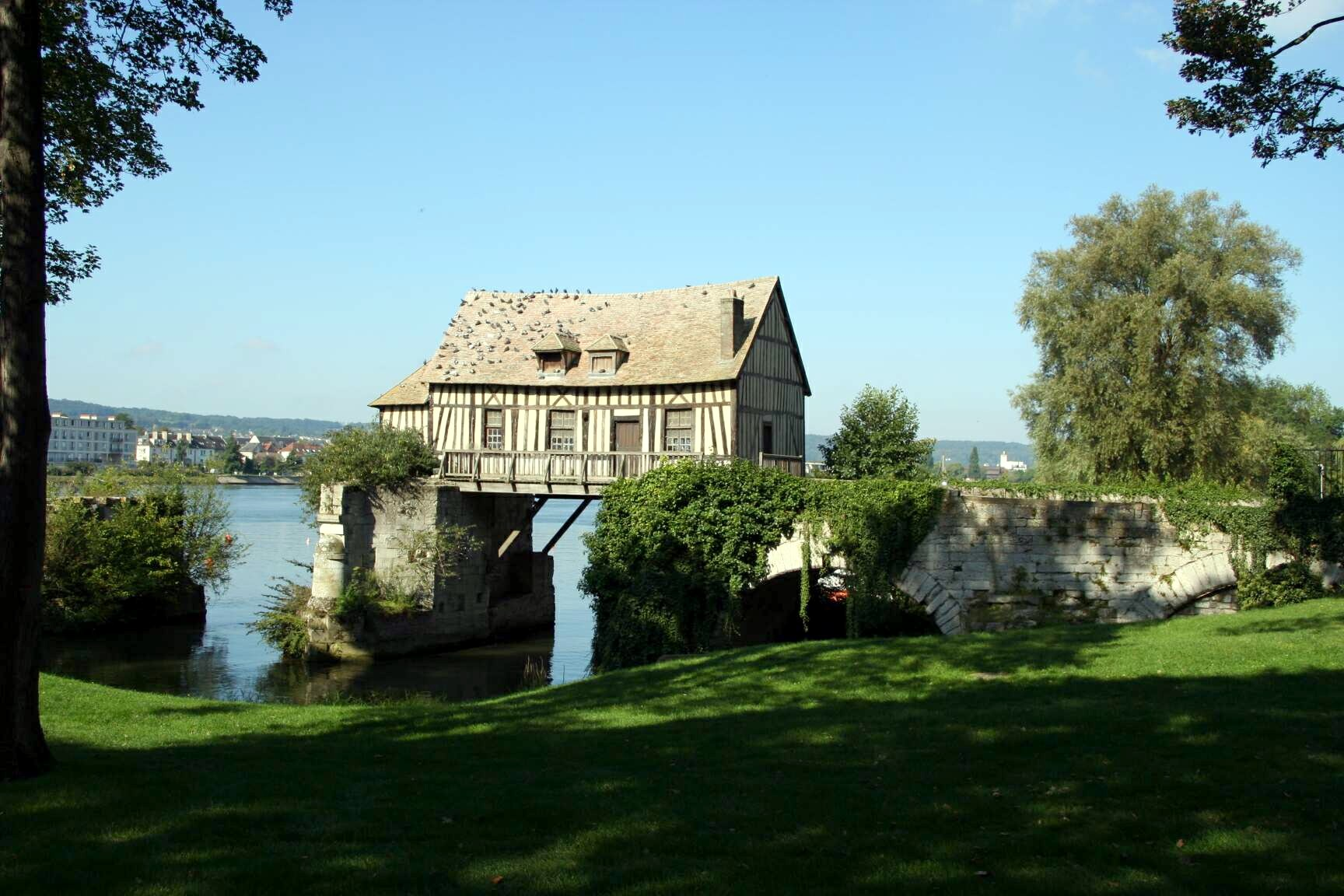
Le Vieux-Moulin